# Creepypasta

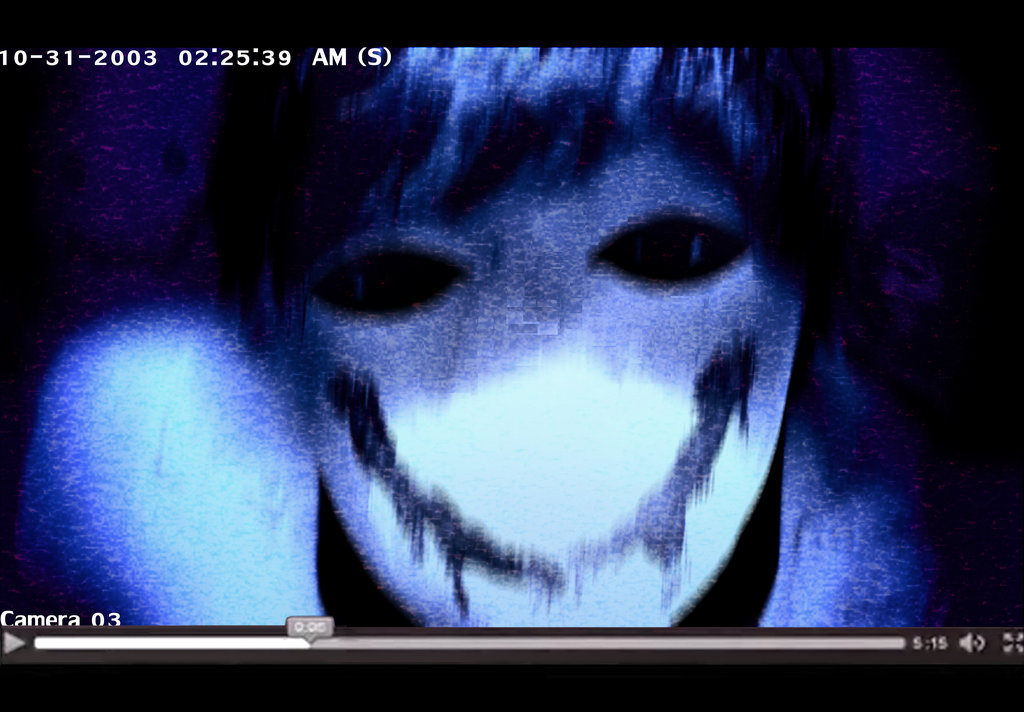
"Bloody painter" is een creepypasta rond een fictieve seriemoordenaar

Een creepypasta is een korte enge legende die via internetfora en e-mail verspreid wordt. Het horrorverhaal kan bovennatuurlijke elementen bevatten en beschrijft moord en andere gruwelijke onderwerpen. Het oorspronkelijke doel van de creepypasta's was om enigszins geloofwaardige verhalen te schrijven en deze veelvuldig te kopiëren.
Een van de bekendste creepypasta's is Slender Man. Rond dit personage zijn diverse games gecreëerd. In 2018 werd er een film uitgebracht, Slender Man, die gebaseerd is op het personage. De YouTube-serie Marble Hornets is eveneens gebaseerd op het personage. In 2014 leidden de verhalen rond Slender Man in de Verenigde Staten tot een poging tot moord op een 12-jarig meisje.

## Geschiedenis
De oorsprong van creepypasta's is niet bekend. De eerste "online" horror- en broodjeaapverhalen werden via e-mail verspreid. Verspreiding werd gestimuleerd door de lezer een beloning te beloven bij doorsturen van de e-mail, of ongeluk indien de digitale kettingbrief niet werd doorgestuurd. Naarmate het internet groeide, gingen dergelijke verhalen steeds meer rond via internetfora, nieuwsgroepen en sociale netwerken. Door het doorsturen of kopiëren-en-plakken werden verhalen woord voor woord overgenomen. Op het internetcultureel invloedrijke internetforum 4chan verscheen de term "creepypasta" voor het eerst op 6 juli 2007, een samentrekking van "creepy" (eng) en "copypasta", jargon voor een stuk tekst dat gekopieerd en geplakt ("copy" en "paste") is over het internet. Creepypasta's ontstonden volgens Mike Rugnetta van Know Your Meme als een enge vorm van copypasta's. De eerste creepypasta's bevatten rituelen, anekdotes en broodjeaapverhalen. De verhalen moesten enigszins geloofwaardig zijn om de kans op verspreiding van de verhalen te vergroten.
Tegen het einde van de jaren 2000 ontstonden websites die zich toelegden op creepypasta's. De websites legden archieven vast rond de creepypasta's wat invloed zou uitoefenen op het genre. Er werd fanfictie geschreven en er werden spin-offs gemaakt. Zogenaamde "pastamonsters" zijn projecten met het doel om creepypasta's aan te vullen en uit te breiden. Een voorbeeld van zo'n project is SCP Foundation. In 2010 nam de populariteit van creepypasta als zoekterm enorm toe in Google.

## Invloed
Verschillende creepypasta's hebben geleid tot fatale ongevallen, moord(poging)en en meldingen van verschijningen. In 2014 werd in Wisconsin in de Verenigde Staten een meisje van 12 neergestoken door haar vriendinnen. Ze wilden respect betuigen aan Slender Man. De meisjes hadden de moord maandenlang voorbereid en werden als volwassenen berecht. Het slachtoffer overleefde de moordpoging. De pers verwees naar de zaak als de "Slender Man stabbing".

## Lijst van creepypasta's
Deze lijst van creepypasta's is niet uitputtend.
- Slender Man
- Candle Cove
- Robert the Doll
- Anasi's Goatman Story
- The Russian Sleep Experiment
- BEN Drowned
- Persuaded
- Smile Dog
- Annora Petrova
- NoEnd House
- Psychosis
- Doors
- Gateway of the Mind
- The Rake
- Lavender Town Syndrome
- The Expressionless
- The Backrooms